# Rodrigo Carazo Odio

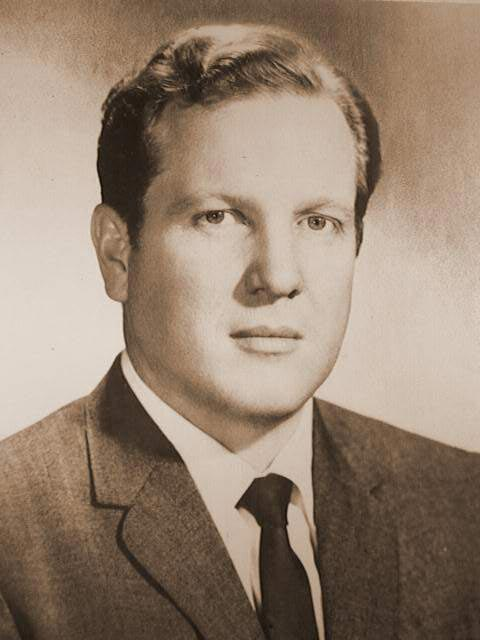
Rodrigo Carazo Odio

Rodrigo José Ramón Francisco de Jesús Carazo Odio (* 27. Dezember 1926 in Cartago; † 9. Dezember 2009 in San José) war ein costa-ricanischer Politiker (Unidad) und von 1978 bis 1982 Staatspräsident.

## Leben
Carazo erwarb an der Universität von Costa Rica einen Studienabschluss in Wirtschaftswissenschaften. Er war von 1954 bis 1959 Gründungsdirektor der Nationalbehörde für Wohnungs- und Städtebau, und von 1960 bis 1965 Direktor der Zentralbank Costa Ricas. Von 1966 bis 1967, seinem ersten Jahr als Abgeordneter, diente er als Präsident des Parlaments, dem er noch bis 1970 angehörte. Nach seiner erfolgreichen Kandidatur bei den Präsidentschaftswahlen vom 5. Februar 1978, nach einer ersten Niederlage 1974, lief seine Amtszeit als Staatsoberhaupt vom 8. Mai 1978 bis zum 7. Mai 1982. Unter seiner Aufsicht wurde 1980 die UNO-Friedensuniversität in Costa Rica gegründet, der er selbst bis 1989 als Gründungsrektor vorstand. Als erster Staatschef Lateinamerikas widersetzte er sich Strukturanpassungsmaßnahmen des Internationalen Währungsfonds (IWF). Seine Außenpolitik war wesentlich vom 1979 erfolgten Sturz der Somoza-Diktatur und der anschließenden sandinistischen Revolutionsregierung im Nachbarland Nicaragua bestimmt. 1981 brach seine Regierung die nur vier Jahre zuvor wiederaufgenommenen diplomatischen Beziehungen zu Kuba ab: Bereits 1979 hatte Carazo dem prominenten ehemaligen politischen Gefangenen Huber Matos Asyl gewährt, 1980 dann die ersten kubanischen Botschaftsflüchtlinge der Mariel-Krise aufgenommen.
Carazo gewann die Wahlen 1982 mit großem Abstand und konnte erstmals seit langem eine konservative Regierung bilden. Bereits zu Beginn der Amtszeit bestand in Costa Rica eine Wirtschaftskrise, das Land war überschuldet. Carazo Odios Vorgänger Daniel Oduber Quirós hatte noch die Zusage eines Kredits für das Land erhalten, unter der Bedingung, dass dessen Nachfolgeregierung eine umfassende Strukturreform der costa-ricanischen Wirtschaftsordnung vornehme. Bis dahin war die Wirtschaftsordnung von einer starken Verstaatlichung geprägt und verfolgte die Entwicklungspolitik einer importsubstituierenden Industrialisierung. Das Wirtschaftsprogramm Carazo Odios war in der Folge stark vom IWF vorgegeben. Unter seiner Regierung wurden die Preise freigegeben. Carazo Odios Regierung gab die Währungsparität des Costa-Rica-Colón zum Dollar am 26. Dezember 1978 auf. Ziel dieser Maßnahme war es den Export durch Verbilligung zu fördern und Importe zu verteuern. Die darauf einsetzenden Währungsspekulationen führten in der Folge zu einer Abwertung des Colón um 500 % relativ zum Dollar innerhalb nur eines Jahres. Der IWF drängte verstärkt auf eine Kürzung aller staatlichen Ausgaben. Carazo Odio sperrte sich hiergegen und trat schließlich aus dem IWF aus. Dieser ließ daraufhin die günstigen Kredite der Weltbank sperren, weshalb Costa Rica teurere Privatkredite aufnehmen musste. In der Folge verschärfte sich die Rezession, eine erhebliche Inflation setzte ein, der Colón verlor weiter erheblich an Wert und wichtige Importgüter wurden knapp. Aufgrund der negativen Auswirkungen seiner Wirtschaftspolitik hatte sich Carazos anfängliche Popularität zum Ende seiner Amtszeit drastisch reduziert. Aufgrund der bestehenden Amtszeitbegrenzung konnte er sich nicht zur Wiederwahl stellen. Sein unterlegener Gegenkandidat von 1978, der Sozialdemokrat Luis Alberto Monge, wurde im Mai 1982 sein Nachfolger.
Nach seinem Tod am 9. Dezember 2009 erklärte Präsident Oscar Arias eine dreitägige Staatstrauer.

## Veröffentlichungen
- Carazo: Tiempo y marcha. (Autobiografie), Editorial Universidad Estatal a Distancia, San José 1989 (spanisch)